# Ryuthela
Genre
Ryuthela est un genre d'araignées mésothèle de la famille des Liphistiidae.

## Distribution
Les espèces de ce genre sont endémiques du Sud de l'archipel Nansei au Japon,.

## Description
Ces araignées mesurent de 6,5 à 14,5 mm.

## Liste des espèces
Selon World Spider Catalog (version 25.0, 19/06/2024) :
- Ryuthela banna Xu, Liu, Ono, Chen, Kuntner & Li, 2017
- Ryuthela henoko Xu, Liu, Ono, Chen, Kuntner & Li, 2017
- Ryuthela hirakubo Xu, Liu, Ono, Chen, Kuntner & Li, 2017
- Ryuthela iheyana Ono, 2002
- Ryuthela ishigakiensis Haupt, 1983
- Ryuthela kisenbaru Xu, Liu, Ono, Chen, Kuntner & Li, 2017
- Ryuthela motobu Xu, Liu, Ono, Chen, Kuntner & Li, 2017
- Ryuthela nago Xu, Liu, Ono, Chen, Kuntner & Li, 2017
- Ryuthela nishihirai (Haupt, 1979)
- Ryuthela owadai Ono, 1997
- Ryuthela sasakii Ono, 1997
- Ryuthela shimojanai Xu, Liu, Ono, Chen, Kuntner & Li, 2017
- Ryuthela tanikawai Ono, 1997
- Ryuthela unten Xu, Liu, Ono, Chen, Kuntner & Li, 2017
- Ryuthela yarabu Xu, Liu, Ono, Chen, Kuntner & Li, 2017

## Systématique et taxinomie
Ce genre a été décrit par Haupt en 1983 dans les Heptathelidae. Il est placé en synonymie avec Heptathela dans les Liphistiidae par Raven en 1985, relevé de synonymie par Haupt en 2003. Il est placé dans les Heptathelidae par Li en 2022 puis dans les Liphistiidae par Sivayyapram, Kunsete, Xu, Smith, Traiyasut, Deowanish, Li et Warrit en 2024.

## Étymologie
Son nom lui a été donné en référence au lieu de sa découverte, les îles Ryūkyū.

## Publication originale
- Haupt, 1983 : « Vergleichende Morphologie der Genitalorgane und Phylogenie der liphistiomorphen Webspinnen (Araneae: Mesothelae). 1. Revision der bisher bekannten Arten. » Zeitschrift fuer Zoologische Systematik und Evolutionsforschung, vol. 21, no 4, p. 275-293.